# Rudy (Arkansas)
Rudy è un comune degli Stati Uniti d'America, situato in Arkansas, nella contea di Crawford.